# Deutscher Presseclub

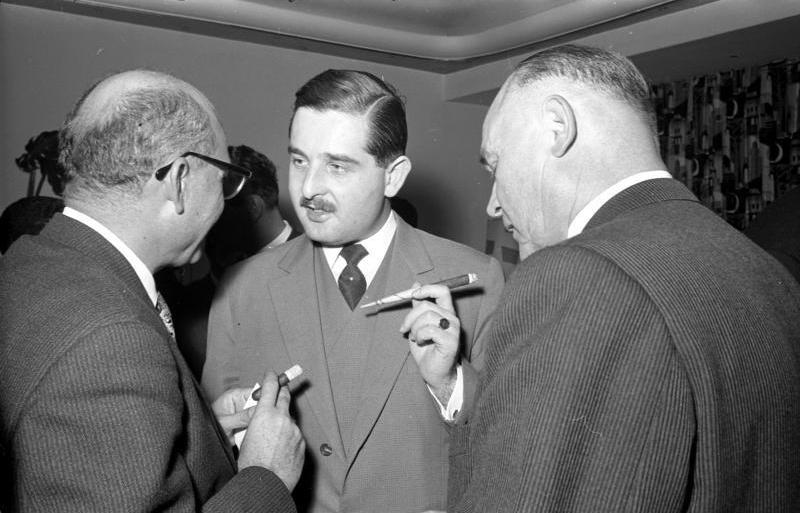
Empfang im Presseclub für libyschen Ministerialbeamten 1960

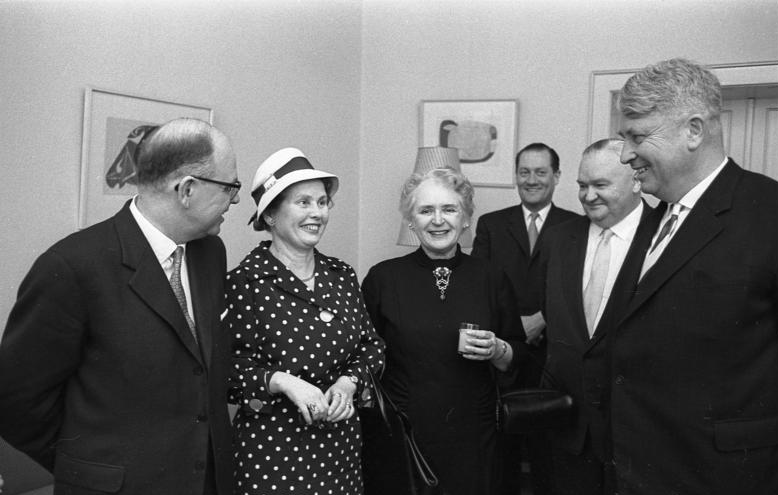
Finnische Staatsgäste im Presseclub 1961

Der Deutsche Presseclub e. V. wurde 1952 in Bonn gegründet. Seit dem Jahr 2000 hat er seinen Sitz in Berlin.

## Zielsetzung
Erklärtes Ziel dieses Clubs war es, den in Bonn ansässigen deutschen Journalisten ein Forum zu schaffen, in welchem sogenannte ‚Hintergrund-Gespräche‘ mit den jeweils regierenden Politikern sowie anderen Vertretern des öffentlichen Lebens möglich sind, ohne dass diese anschließend namentlich zitiert werden. Diese Praxis wird off-the-record genannt; wer gegen diese (im Artikel 3 der Satzung ausdrücklich festgehaltene) Grundregel verstößt, wird umgehend ausgeschlossen – dies geschah seit Bestehen des Clubs allerdings nur ein einziges Mal.
Bei der Gründung wählten 23 Journalisten, allesamt politische Hauptstadtkorrespondenten, Robert Strobel (Die Zeit, später Stuttgarter Nachrichten) zu ihrem Gründungsvorsitzenden, sechs weitere Korrespondenten unterschrieben die Gründungsurkunde. Der Vorstand besteht aus sieben Mitgliedern, die in geheimer Wahl jeweils für ein Jahr von der Mitgliederversammlung gewählt werden.

## Vereinsstruktur
Ursprünglich auf 50, ein Jahr später dann auf 70 Mitglieder begrenzt, bedeutete die Mitgliedschaft in diesem Verein eine Privilegierung handverlesener Journalisten – ausländische Korrespondenten waren grundsätzlich nicht zugelassen. Diese Praxis wurde aber bereits Ende der 1950er Jahre aufgegeben. Derzeit können in Berlin oder Bonn hauptberuflich tätige, über Bundespolitik berichtende Journalisten und Korrespondenten von Medien mit Sitz in der Bundesrepublik Deutschland ordentliche Mitglieder werden. Andere Journalisten können Gastmitglieder werden. Es genügt ein formloser Aufnahmeantrag, über den ein Aufnahmeausschuss entscheidet und die Mitglieder informiert. Bei Einwänden gegen die Neuaufnahme entscheidet der Vorstand bzw. die Mitgliederversammlung. Als weitere Kategorie gibt es „korrespondierende Mitglieder“; zu den letzteren zählen auch Wirtschafts-Lobbyisten und Vertreter des öffentlichen Dienstes. Diese „korrespondierenden Mitglieder“ sind Fördermitglieder und zur Vermeidung von Interessenskonflikten zu den journalistischen Hintergrundgesprächen nicht zugelassen. Heute gehören dem Verein nach eigenen Angaben etwa 110 ordentliche Mitglieder, 80 Gastmitglieder sowie 20 korrespondierende Mitglieder an.

## Kritik
Der Verein stand somit von Anfang an zwischen der freien Vereinigung der Hauptstadtkorrespondenten (Bundespressekonferenz) und der amtlichen Institution der Regierungssprecher (Bundespresseamt). Er wurde wegen der restriktiven Mitgliederwahl kritisiert und verdächtigt, zu regierungsnah zu sein – ganz besonders während der Ära Adenauer. Dem Altbundeskanzler war der Presseclub ein willkommenes Mittel, seine politischen Vorstellungen vorab, also unter Ausschluss der Öffentlichkeit, zu präsentieren – mit einem zeitlichen Informationsvorsprung für die Club-Mitglieder. Dies war der Hauptvorwurf, den vor allem die ausländischen Korrespondenten damals erhoben. Mit dem Ankauf eines gemeinsamen Clubhauses und dem Beitritt des Vereins der Ausländischen Presse in die Presseclub-Wirtschafts-GmbH konnte dieser Zwist bereits im April 1954 beigelegt werden: man bezog ein Haus (Adenauerallee 89b) in der damaligen Koblenzer Straße. 1977 bezog der Presseclub schließlich eine um einen von der Bundesbaudirektion errichteten Anbau ergänzte Villa im Zentrum des Regierungsviertels (Heinrich-Brüning-Straße 20); dort residierte er die letzten zwanzig Jahre bis zum endgültigen Umzug nach Berlin.
In Berlin verfügt der Deutsche Presseclub nicht mehr über ein Clubhaus, die Hintergrundgespräche finden in der Regel in Hotelräumen statt. Am 12. November 2012 konnte der Deutsche Presseclub mit einer Festveranstaltung und einer Festrede von Bundespräsident Joachim Gauck sein 60-jähriges Bestehen feiern. In dieser Rede verwies Gauck unter anderem auch auf den seiner Meinung nach „nur scheinbaren Widerspruch zwischen der Vertraulichkeit im Hintergrund und der Transparenz, die die Bürgerinnen und Bürger erwarten dürfen.“

## Vorsitzende
- Robert Strobel (1952–1953)
- Alfred Rapp (1953–1965)
- Peter Hopen (1965–1978)
- Klaus Dreher (1978–1982)
- Thomas Löffelholz (1982–1983)
- Günter Krems (1983–1987)
- Heinz Murmann (1987–1991)
- Gerd Kolbe (1991–1998)
- Udo Bergdoll (1998–2000)
- Dietmar Merten (2000–2004)
- Gerd Depenbrock (2004–2019)
- Dieter Keller (2019–2022)
- Gerd Depenbrock (2022–2023)
- Christopher William Ziedler (ab 2023)